# 麦大志
麦大志或麦大智（Chi Mak，1940年9月28日—），生于中国广东省广州市。美国华裔工程师。1985年入籍为美国公民。麦大智曾在美国南加州的 Power Paragon 任职，该公司附属于美国国防工业公司L-3通信控股公司。
麥大志和中国核工业集团公司代表關係緊密。
2007年3月，因涉嫌窃取美国海军机密情报出口给中国，麥被美国联邦检察官起诉。
星岛日报當時分析，若罪名成立，将对在美华人商学界、美中之间技术交流产生巨大和长远的影响。在加州的圣塔·安那的美国地方法院，陪审团判麦大智有罪。麦大智的辩护律师Ronald Kaye说，「麦大智是一个忠诚的美国人」，指责政府夸大事实。他还指责检察官利用仇外得到定罪。并且辩方称其所谓的秘密资料属于公共领域，是早就公开的资料。宣判日期定为2007年9月10日。麦大智面临最长45年的监禁。
麥大志的弟弟（麥大泓）及妻子（李伏香）在登機飛往香港的飛機上，遭聯邦調查局逮捕後，起出攜帶三片加密含美國國防檔案的光盤。他們同他們的兒子及麥大志的妻子都在美國法庭上認罪。2008年3月25日，麥大智被加州聯邦法院判處有期徒刑24年5月。